# Boophis elenae
Espèce
Statut de conservation UICN

 NT  : Quasi menacé
Boophis elenae est une espèce d'amphibiens de la famille des Mantellidae.

## Répartition
Cette espèce est endémique de Madagascar. Elle se rencontre entre 900 et 1 000 m d'altitude dans le centre-est de l'île,.

## Description

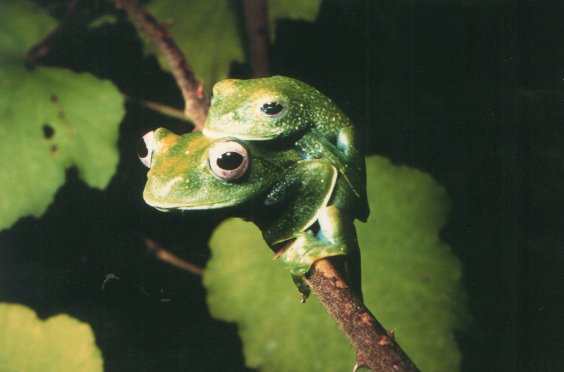
Boophis elenae, amplexus

Boophis elenae mesure de 40 à 46 mm voire plus pour certains individus (maximum observé 62 mm pour une femelle). Son dos est vert. Son ventre est blanchâtre avec des reflets bleutés. Les mâles présentent une paire de sac vocaux et un coussinet nuptial sur le premier doigt.

## Étymologie
Cette espèce est nommée en l'honneur d'Elena Gavetti.

## Publication originale
- Andreone, 1993 : Two new treefrogs of the genus Boophis (Anura: Rhacophoridae) from central-eastern Madagascar. Bollettino - Museo Regionale di Scienze Naturali, vol. 11, p. 289-313.